# XXI Batallón de Fortificación de la Luftwaffe
El XXI Batallón de Fortificación de la Luftwaffe (XXI. Luftwaffen-Festungs-Bataillon) fue una unidad de la Luftwaffe durante la Segunda Guerra Mundial.

## Historia
Fue formado el 10 de septiembre de 1944 en Paderborn a partir del 4.º Batallón de Defensa Local de la Luftwaffe con 3 compañías. Entró en acción en Holanda durante el resto de la guerra. Se componía de: compañía de Plana Mayor con dos pelotones de telefonistas, dos pelotones de radiotelegrafistas, una unidad de transporte y una de intendencia. 
- 1.ª Compañía de Fortificación de la Luftwaffe
- 2.ª Compañía de Fortificación de la Luftwaffe
- 3.ª Compañía de Fortificación de la Luftwaffe

Tenía una dotación de 4 oficiales, 640 suboficiales entre tropa y equipamiento. Después de formarse, el batallón fue puesto bajo el mando del 12. Personal de Ingenieros de Fortificaciones y se utilizó para fortificar las posiciones de Nier-Rur. A principios de octubre de 1944, se dedicó a las posiciones defensivas en el sector Goch-Kegel-Riegel. En diciembre de 1944 se le denominó XXI Batallón de Fortificación de la Luftwaffe.* En diciembre de 1944, el batallón fue finalmente incorporado al II Batallón/732.º Regimiento de Granaderos. 
Nota: En otras fuentes se menciona que una vez disuelto el 4.º Batallón de Defensa Local de la Fuerza Aérea, el batallón fue renombrado en diciembre de 1944 en Holanda.*